# Siège de Boulogne-sur-Mer (1940)
Pour les articles homonymes, voir Siège de Boulogne-sur-Mer.
Seconde Guerre mondiale,
Bataille de France
Batailles
- Drôle de guerre
- Évacuation des civils de la ligne Maginot
- Mobilisation
- Offensive de la Sarre
- Baie de Heligoland
- Incident de Mechelen
- Plan Jaune
- Plan Dyle
- Luxembourg
- Ében-Émael
- Hannut

- Sedan
- Dinant
- Monthermé
- Givet
- La Horgne
- Gembloux
- Flavion
- Louvain
- Charleroi

- Stonne
- Montcornet
- La Sambre
- Arras

- L'Escaut
- Amiens
- La Lys
- Massacre de Vinkt
- Boulogne-sur-Mer
- Calais
- Poche de Lille
- Massacre du Paradis
- Abbeville
- Dunkerque
- Capitulation belge

- L'Aisne
- L'Ailette
- Opération Paula
- l’Exode
- Pont-de-l'Arche
- Opération Cycle
- Opération Ariel

- Les Alpes
- Vallon du Seuil
- Bombardement de Toulon
- Opération Vado
- La Loire
- Saumur
- La vallée du Rhône
- Bombardements de Marseille
- Menton (Pont-Saint-Louis)
- Combats aériens en Suisse
- Armistice du 22 juin

Le siège de Boulogne-sur-Mer, opposant Franco-Britanniques aux Allemands avec victoire de ces derniers, est livré pour le contrôle de la commune et du port de Boulogne-sur-Mer du 22 au 25 mai 1940 pendant la campagne de France au début de la Seconde Guerre mondiale. Il se déroule en même temps que le siège de Calais, précédant l'opération Dynamo, l'évacuation du Corps expéditionnaire britannique à Dunkerque.

## Contexte historique

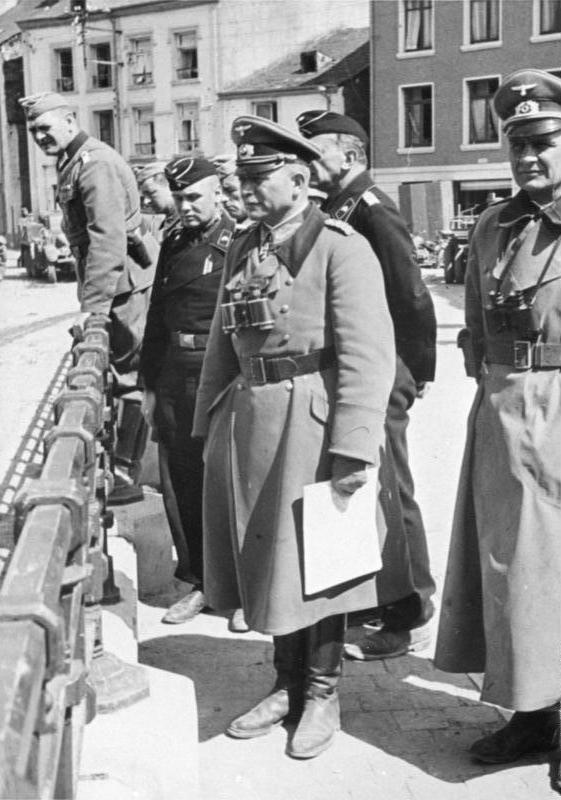
Heinz Guderian pendant la bataille de France à Bouillon, le 12 mai 1940.

Boulogne-sur-Mer, tout comme Calais, Dunkerque et Dieppe, constitue l'un des principaux ports permettant aux Britanniques de recevoir des renforts et du matériel lors de la bataille de France, utilisés depuis le début de la drôle de guerre en septembre 1939.
Le 17 mai, le général Douglas Brownrigg, l'un des commandants du Corps expéditionnaire britannique, déplace l'arrière quartier-général de Arras menacée par les Allemands à Boulogne-sur-Mer, sans en informer les officiers de liaison français. Des unités de défense anti-aérienne sont déployées le 20 mai depuis l'Angleterre afin de protéger la ville des attaques aériennes allemandes. Le même jour, le XIX. Armeekorps (mot.) de Guderian atteint les côtes de la Manche à Abbeville, coupant la France en deux et ainsi le corps expéditionnaire britannique de ses dépôts. La nécessité de tenir les ports sur la Manche devient apparente aux yeux du haut-commandement britannique.
La défense du port de Boulogne-sur-Mer relève de la responsabilité de la Marine nationale qui avait installé au XIXe siècle des forts afin de le protéger. La garnison française dans la ville est quant à elle commandée par le capitaine de vaisseau Dutfoy de Mont de Benque. Forte de 1 100 hommes, elle est déployée dans la Ville haute. Après avoir entendu quelques rapports alarmants concernant l'approche des Allemands, Dutfoy de Mont de Benque ordonne à ses hommes de mettre hors de combat les batteries côtières situées dans les forts et de se diriger vers le port pour l'évacuation, laissant la plupart des gros canons inutilisables, malgré le refus de l'amiral François Darlan qui avait donné l'ordre de tenir la ville.

## Déploiement des forces britanniques
Le 21 mai, les troupes de la 20e brigade d'infanterie indépendante de la Garde, comprenant le 2e bataillon des Welsh Guards et le 2e bataillon de Irish Guards s'entraînent à Camberley en Angleterre avant de recevoir l'ordre d'embarquer pour la France sous le commandement du brigadier William Fox-Pitt. Elles sont déployées à Boulogne-sur-Mer tout comme la Brigade Anti-Tank Company et le 69e régiment anti-char et l'artillerie royale le 22 mai à bord de trois navires marchands et du destroyer HMS Vimy, escortés par les destroyers HMS Whitshed et HMS Vimiera.
La 21e division d'infanterie française sous le commandement du général Pierre Louis Félix Lanquetot est assignée à la défense d'une ligne de 16 km au sud de la ville, 3 bataillons sont déjà en place. Des renforts britanniques sont attendus, dont un régiment de chars Cruiser depuis Calais le jour suivant. Les forces britanniques sont déployées aux abords de la Boulogne-sur-Mer. Des barrages routiers sont établis par les Royal Engineers et les unités de DCA sont déployées au sud. 1 500 soldats des Auxiliary Military Pioneer Corps (AMPC) sont également présents dans la ville, attendant leur évacuation, ainsi que quelques unités belges, le gros de ces troupes ne participera pas cependant aux combats.

## Déroulement de la bataille

### Les attaques allemandes

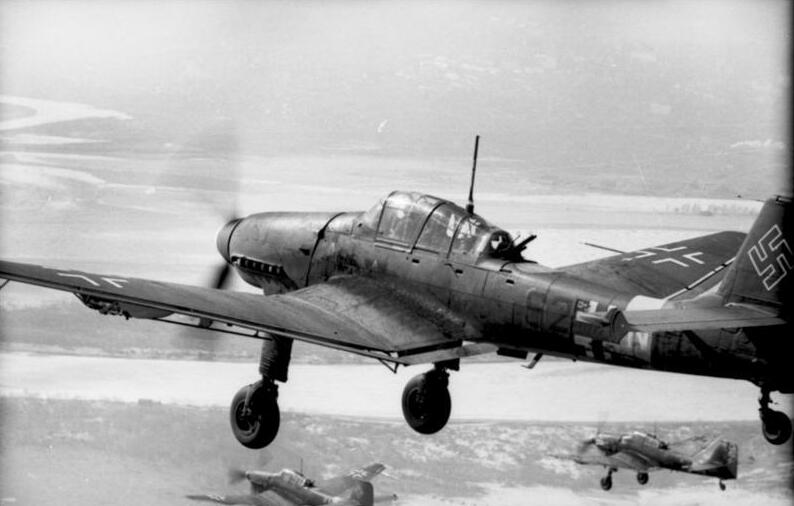
Junkers Ju 87 similaire à ceux employés par la Luftwaffe le 23 mai lors du raid aérien contre la ville.

Guderian assigne la prise de Boulogne-sur-Mer à la 2e Panzerdivision sous le commandement du lieutenant-général Rudolf Veiel. La division est décomposée en deux colonnes, dont l'une ayant pour objectif d'encercler la ville puis de l'attaquer par le nord. La deuxième colonne effectue son premier contact dans l'après-midi du 22 mai, lorsqu'elle tombe nez-à-nez avec la compagnie de commandement du 48e régiment d'infanterie, seules troupes de la 21e division d'infanterie française qui défendaient la route de Boulogne-sur-Mer. Les soldats français avaient mis en place deux canons de campagne de 75 mm et deux canons antichars de 25 mm afin de couvrir les carrefours de Nesles où ils parviennent à retarder les Allemands pendant presque deux heures avant d'être débordés numériquement.
Au soir du 22 mai, les Allemands sont aux portes de la ville, faisant usage de l'artillerie pour tenter de venir à bout des défenseurs franco-britanniques. Le 23 mai, dans les premières heures de la matinée, les Allemands attaquent les positions des Welsh Guards, depuis le nord-est. Le général britannique Brownrigg servant d'intermédiaire de communication entre le haut-commandement britannique et le Corps expéditionnaire britannique, est évacué avec ses aides de camp à 3h00 à bord du destroyer HMS Verity. À 4h00, William Fox-Pitt apprend que les Français de la 21e division d'infanterie ont battu en retraite à la suite d'une attaque blindée.
Les combats s'intensifient, les forces allemandes tentent avec acharnement de percer les lignes alliées. À midi, le HMS Vimy débute l'évacuation des blessés et des troupes de l'AMPC. Du fait que le contact radio ait été perdu avec Londres, William Fox-Pitt prend la décision de défendre la ville jusqu'au bout.
Dans l'après-midi, la bataille est marquée par une certaine accalmie, les Britanniques se préparant à un important raid aérien de la Luftwaffe, dont les avions sont finalement interceptés et neutralisés par les Spitfire du 92e escadron de la Royal Air Force. Toutefois, les commandants de bord des deux destroyers britanniques dans le port sont tués et deux destroyers de la Marine nationale, le Frondeur et l’Orage sont touchés par les bombes des Junkers Ju 87.

### L'évacuation britannique

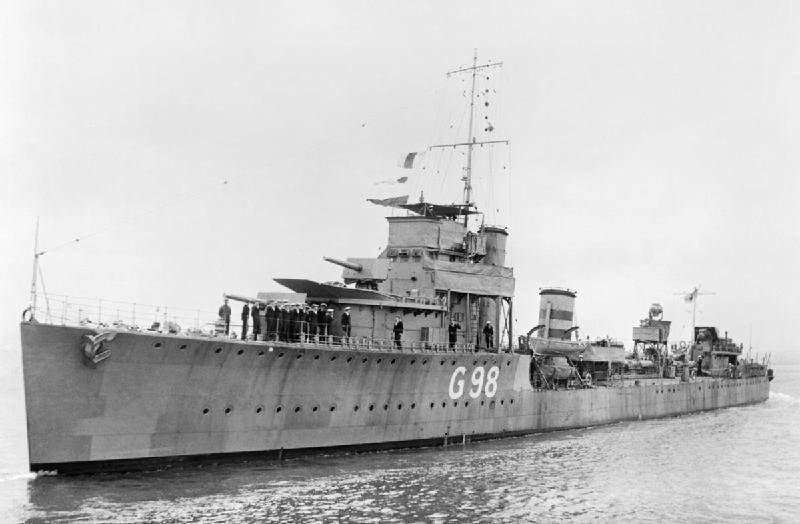
Le destroyer britannique HMS Venomous, utilisé pour l'évacuation.

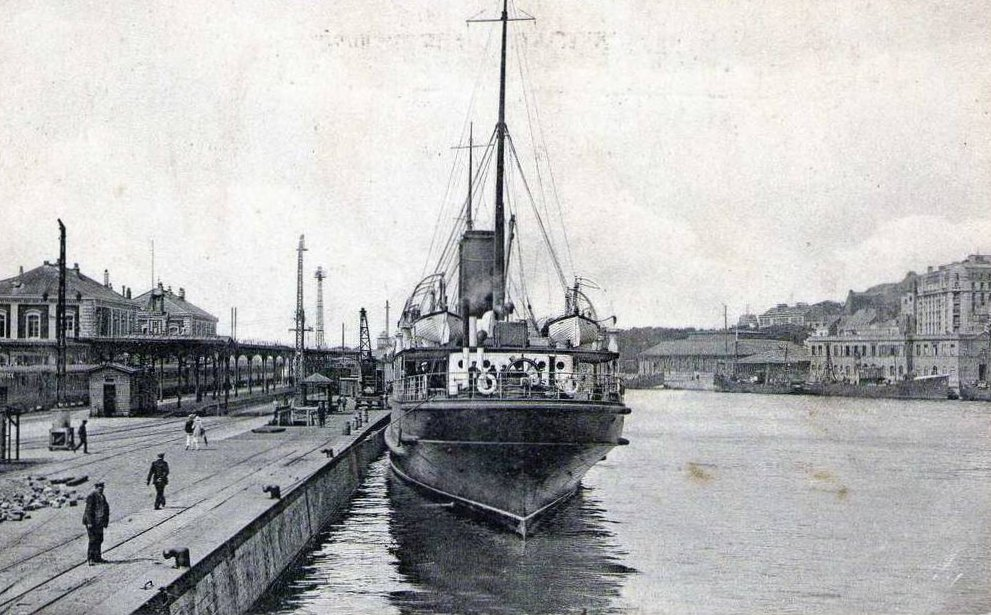
Photographie d'avant-guerre montrant la gare de Boulogne-Maritime, quais utilisés par les destroyers britanniques lors de l'évacuation.

Peu de temps avant le raid aérien allemand, le HMS Keith s'amarre au port de Boulogne-sur-Mer et évacue les troupes de l'AMPC. Avant 18h dans la même journée le 23 mai, il reçoit l'ordre d'évacuer l'ensemble des soldats britanniques, 5 autres destroyers étant en route afin de lui prêter main-forte. Fox-Pitt décide de continuer l'évacuation de l'AMPC tout en les couvrant avec les troupes d'infanterie de la Garde. Par la suite, les destroyers HMS Vimiera et Whitshed font leur apparition dans le port, remplaçant le Keith et le Vimy afin d'évacuer les Welsh Guards.
Les Allemands atteignent finalement le port, les destroyers utilisent toute leur puissance de feu pour couvrir l'évacuation des troupes britanniques. Les chars s'approchant de trop près sont détruits par les canons navals de 4,7 pouces du Venomous.
Dans la nuit du 23 au 24 mai, l'évacuation est terminée, seuls 200 soldats des Welsh Guards sont laissés derrière eux, n'ayant pas entendu les ordres d'évacuation, qui seront capturés par les Allemands.

#### Nombre de soldats évacués (estimations)
- Keith : 180 ;
- HMS Vimy : 150 ;
- Whitshed : 580 ;
- Vimeria : 1 955 (deux embarquements), dont 800 soldats français et belges le 23 mai ;
- Wild Swan : 400 ;
- Windsor : 600 ;
- Venomous : 500 ;

Un total de 4 365 hommes sont évacués, dont des troupes françaises et belges.

### Les poches de résistance françaises

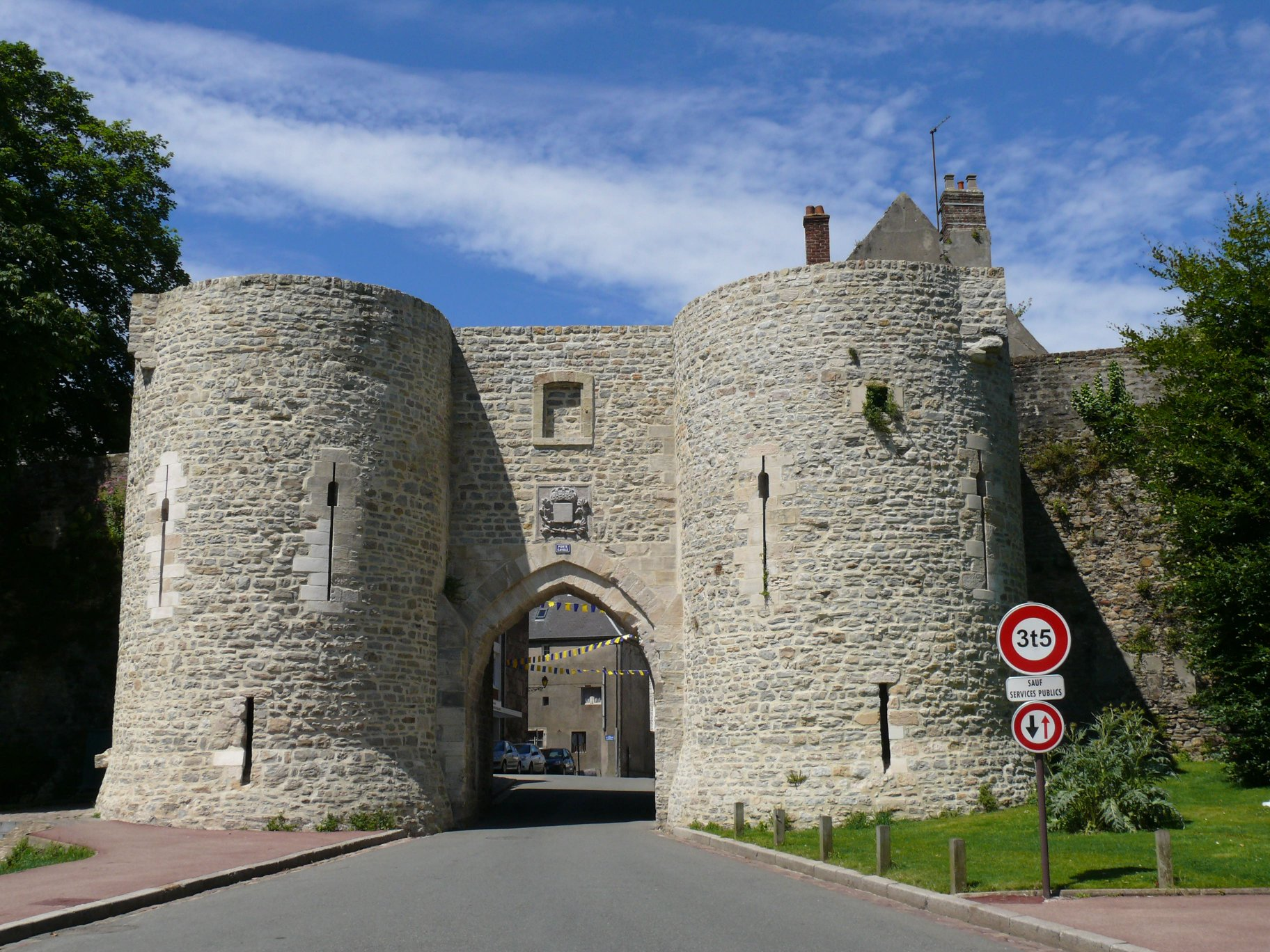
L'une des portes de la Ville haute, défendue par les forces françaises de Lanquetot.

Le général Lanquetot avait établi ses quartiers-généraux dans la Ville haute (également dénommée « La Citadelle » dans les sources britanniques), dans l'attente de l'arrivée de renforts de la 23e division d'infanterie, troupes qui en réalité n'arriveront jamais. Il réorganise donc ses forces afin de défendre Boulogne-sur-Mer le plus longtemps possible, n'ayant aucune liaison radio avec William Fox-Pitt.
Dans la soirée du 24 mai, les Allemands attaquent les murs à deux reprises, à 18h puis à 20h, repoussés par les troupes françaises. La Marine nationale continue de fournir un soutien naval, bien que le torpilleur Fougueux et le destroyer Chacal soient endommagés par la Luftwaffe. Le Chacal est finalement coulé par l'artillerie allemande. Dans la nuit, environ 100 soldats français tentent de percer en direction de Dunkerque mais sont arrêtés par les Allemands.
À l'aube le 25 mai, les Allemands réitèrent leurs attaques contre les murs médiévaux, utilisant des échelles, des grenades et des lance-flammes, soutenus par des canons de 88 mm. À 8h30, Lanquetot se rend au colonel allemand von Vaerts et est amené devant Guderian, qui le félicite pour sa défense.
Les dernières unités alliées sous le commandement du Major J. C. Windsor Lewis, composées de 120 soldats français, 200 troupes des Auxiliary Military Pioneer Corps et de 120 Royal Engineers, à court de nourriture et de munitions, se rendent à 13h00.
Les Allemands font prisonniers au total 5 000 soldats alliés à Boulogne-sur-Mer, dont une grande majorité de français.

## Conséquences
La défense de Boulogne-sur-Mer permet l'évacuation des troupes alliées à Dunkerque dans le cadre de l'opération Dynamo. Le retrait britannique à Boulogne-sur-Mer sans en informer les Français a toutefois été vivement critiqué, conduisant Churchill à ordonner aux troupes britanniques à Calais de se battre jusqu'au bout, évacuation qu'il qualifiera plus tard dans ses mémoires de « regrettable ».
À la fois les Welsh Guards et les Irish Guards ont été récompensés de l'honneur de bataille « Boulogne 1940 ».
La ville sera occupée de 1940 à 1944 avant d'être libérée par les Canadiens dans le cadre de l'opération Wellhit en septembre 1944. Entre 1943 et 1944, les quartiers populaires proches du port (notamment les quartiers Capécure et Saint-Pierre) sont presque entièrement rasés par les bombardements alliés, ce qui explique l'architecture typique de l'après-guerre qui caractérise aujourd'hui ces quartiers. Les Allemands comme les Alliés épargnent cependant la ville haute (citadelle, remparts, château, basilique Notre-Dame, église Saint-Nicolas) et les maisons bourgeoises de l'ancien rivage.

### Sources et bibliographie
- (en) Winston S. Churchill, The Second World War: Their Finest Hour, Mariner Books, 1949.  (ISBN 0-395-41056-8).
- (en) Ellis, L. F., History of the Second World War: The War in France and Flanders 1939–1940. J. R. M. Butler (ed.). HMSO. London, 1954.
- (en) Gardner, W. J. R., The Evacuation from Dunkirk : Operation Dynamo, 26 May-4 June 1940, Frank Cass Publishers, 2000, pp-8-10.  (ISBN 0-7146-5120-6).
- (en) Robert Jackson, Dunkirk: The British Evacuation, 1940, Cassell Military Paperbacks, 2002.  (ISBN 0-304-35968-8).
- (en) Roskill, S. W., History of the Second World War: The War at Sea, Volume I, HMSO London.
- (en) Hugh Sebag-Montefiore, Dunkirk: Fight to the Last Man, Penguin Books, 2006.  (ISBN 0141024372).